# Station Lønsdal
Station Lønsdal  is een spoorwegstation in Lønsdal in de gemeente Saltdal in fylke Nordland in Noorwegen. Het station dateert uit 1947 en was tot 1955 het eindpunt van Nordlandsbanen. Het station is toegangspoort tot het natuurgebied Saltfjellet.